# Eucalyptus arachnaea
Eucalyptus arachnaea (лат.) — кустарник или дерево, вид рода Эвкалипт (Eucalyptus) семейства Миртовые (Myrtaceae), эндемик Западной Австралии. Растение с грубой волокнистой корой, ланцетовидными листьями и белыми цветками, собранные группами до тринадцати.

## Ботаническое описание
Eucalyptus arachnaea — кустарник, вырастающий до 7,0 м в высоту, или дерево до 10 м. Кора грубая, волокнистая от тёмно-серого до серовато-чёрного цвета. Молодые растения имеют более или менее треугольные или широкие ланцетовидные листья длиной 12 мм и шириной 5 мм. Взрослые листья имеют ланцетную форму, до 90 мм в длину и 15 мм в ширину. Цветки от белого до кремового цвета расположены группами до тринадцати на цветоносе длиной до 20 мм. Цветочные почки имеют веретенообразную форму 18 мм в длину и 3 мм в ширину с роговой крышечкой. Плод имеет форму короткого цилиндра до 7 мм в длину и 5 мм в ширину. Цветёт в основном с апреля по май.

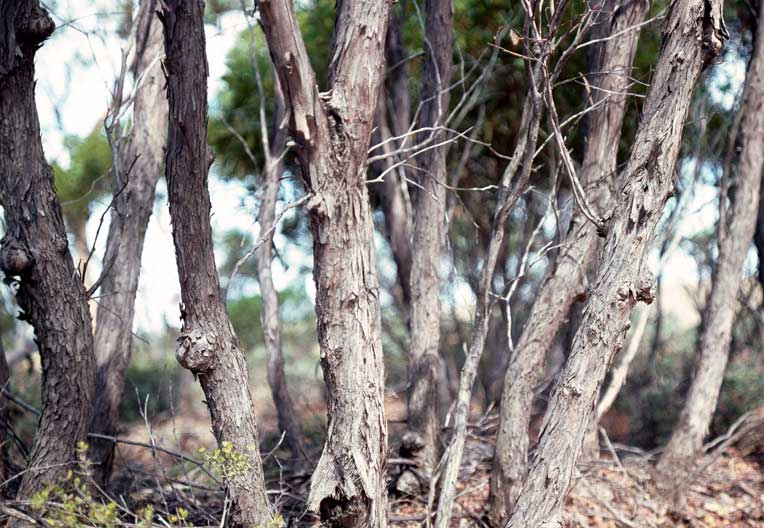
Кора
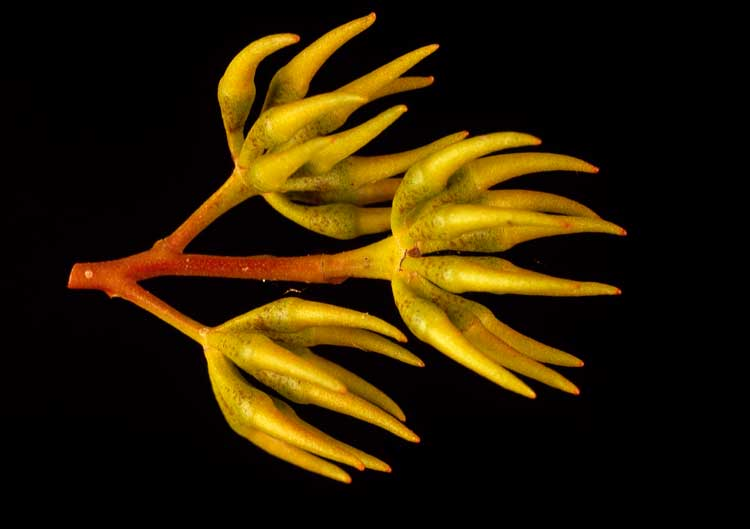
Цветочные почки

## Таксономия
Eucalyptus arachnaea был впервые официально описан в 1867 году Джорджем Бентамом, который дал ему название Eucalyptus redunca var. melanophloia и опубликовал описание во Flora Australiensis. В 1991 году Иэн Брукер и Стивен Хоппер повысили сорт до статуса вида, но, поскольку название Eucalyptus melanophloia уже использовалось, необходимо было создать новый видовой эпитет. Они придумали видовой эпитет Eucalyptus arachnaea — от латинского arachnaeus, означающего «паук», имея в виду паутинное скопление цветочных бутонов.
Брукер и Хоппер описали два подвида, которые были приняты Австралийским каталогом растений:
- Eucalyptus arachnaea subsp. arachnaea[6], кустарник, вырастающий до высоты около 7 м (23 фута)[7];
- Eucalyptus arachnaea subsp. arrecta[8], дерево до 10 м (33 фута) с более блестящими листьями[9].

## Распространение и местообитание
Эндемик Западной Австралии. Встречается на отрогах, склонах и оврагах прибрежных районов округа Средне-Западный и простирается на юг через регион Уитбелт. Распространён от Нортгемптона на севере до Бруктона, где он растет на песчано-глинисто-суглинистых почвах на граните или латерите.
Подвид arrecta известен только из типового местонахождения около Моравы.

## Охранный статус
Eucalyptus arachnaea subsp. arachnaea классифицируется как «не находящийся под угрозой исчезновения», но подвид arrecta классифицируется Департаментом парков и дикой природы правительства Западной Австралии как «приоритет три», что означает, что он плохо изычен и известен только в нескольких местах, но не находится под непосредственной угрозой.
Международный союз охраны природы классифицирует природоохранный статус вида как «вызывающий наименьшие опасения».